# Ryo Kobayashi
Ryo Kobayashi (小林 亮 Kobayashi Ryo?), född 12 september 1982 i Saitama prefektur, är en japansk fotbollsspelare.
Kobayashi började sin karriär 2005 i Kashiwa Reysol. 2008 flyttade han till Oita Trinita. Med Oita Trinita vann han japanska ligacupen 2008. Efter Oita Trinita spelade han för Montedio Yamagata och Thespakusatsu Gunma. Han avslutade karriären 2015.